# Manuel Trujillo Durán
Manuel Trujillo Durán (8 de janeiro de 1871 - 14 de março de 1933) foi um fotógrafo venezuelano pioneiro no cinema na Venezuela. Trujillo teve mais sucesso como fotógrafo, embora tenha se envolvido em outras indústrias e seja mais lembrado por suas conexões com a incipiente indústria cinematográfica da Venezuela. Ele se tornou uma das primeiras pessoas da América Latina a aprender a exibir filmes; foi considerado por muitos anos o diretor dos primeiros filmes da Venezuela, e viajou pela Venezuela e Colômbia com projetores para introduzir o cinema nesta parte do continente sul-americano.
Também é possível que Trujillo tenha produzido os primeiros filmes venezuelanos, exibidos em Maracaibo em 1897, ou que tenha trabalhado neles com seu irmão Guillermo. Estes são intitulados Un célebre especialista sacando muelas en el gran Hotel Europa e Muchachos bañándose en la laguna de Maracaibo.